# Compsocerus barbicornis
Compsocerus barbicornis là một loài bọ cánh cứng trong họ Cerambycidae.